# Šárka Strachová
Šárka Strachová (nacida Šárka Záhrobská, Benecko, Checoslovaquia, 11 de febrero de 1985) es una deportista checa que compitió en esquí alpino; campeona mundial en 2007.
Participó en tres Juegos Olímpicos de Invierno, entre los años 2006 y 2014, obteniendo una medalla de bronce en Vancouver 2010, en la prueba de eslalon.
Ganó cuatro medallas en el Campeonato Mundial de Esquí Alpino entre los años 2005 y 2015. En la Copa del Mundo consiguió dos victorias y diecisiete podios en total.
Fue la abanderada de la República Checa en la ceremonia de apertura de los Juegos Olímpicos de Sochi 2014.

## Palmarés internacional
| Juegos Olímpicos   | Juegos Olímpicos                   | Juegos Olímpicos  | Juegos Olímpicos |
| Año                | Lugar                              | Medalla           | Prueba           |
| ------------------ | ---------------------------------- | ----------------- | ---------------- |
| 2010               | Vancouver (Canadá)                 | Medalla de bronce | Eslalon          |
| Campeonato Mundial |                                    |                   |                  |
| Año                | Lugar                              | Medalla           | Prueba           |
| 2005               | Bormio (Italia)                    | Medalla de bronce | Eslalon          |
| 2007               | Åre (Suecia)                       | Medalla de oro    | Eslalon          |
| 2009               | Val d’Isère (Francia)              | Medalla de plata  | Eslalon          |
| 2015               | Vail/Beaver Creek (Estados Unidos) | Medalla de bronce | Eslalon          |